# Солодилова
Солоди́лова (рос. Солодилова) — присілок у складі Голишмановського міського округу Тюменської області, Росія.
Населення — 91 особа (2010, 130 у 2002).
Національний склад станом на 2002 рік:
- росіяни — 96 %